# Guskara
Guskara là một thành phố và khu đô thị của quận Barddhaman thuộc bang Tây Bengal, Ấn Độ.

## Nhân khẩu
Theo điều tra dân số năm 2001 của Ấn Độ, Guskara có dân số 31.863 người. Phái nam chiếm 52% tổng số dân và phái nữ chiếm 48%. Guskara có tỷ lệ 66% biết đọc biết viết, cao hơn tỷ lệ trung bình toàn quốc là 59,5%: tỷ lệ cho phái nam là 72%, và tỷ lệ cho phái nữ là 59%. Tại Guskara, 12% dân số nhỏ hơn 6 tuổi.